# Wicor Holding

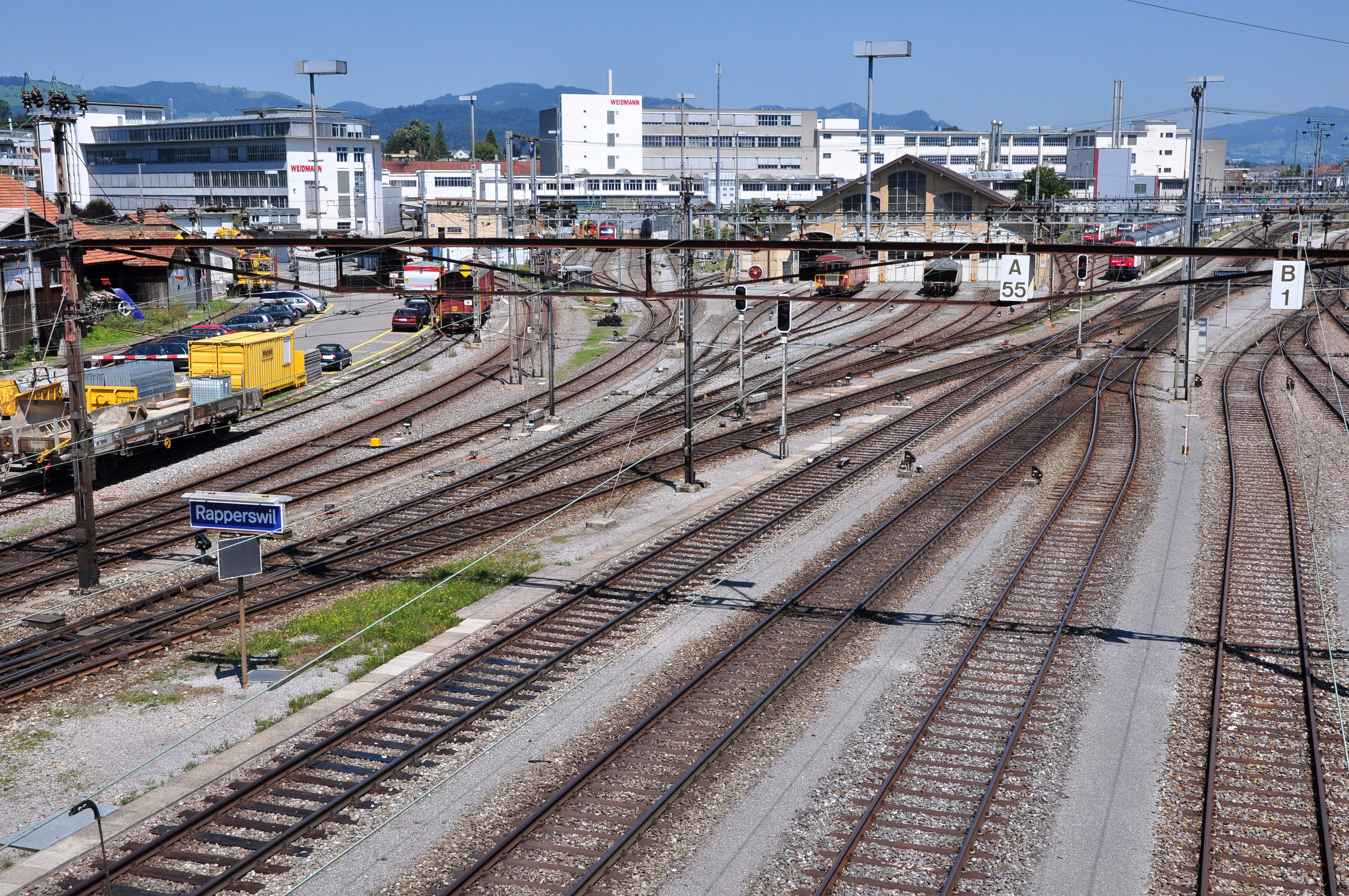
Siège de Wicor à Rapperswil-Jona.

Wicor Holding AG, anciennement Weidann (International) Aktiengesellschaft, 
est une entreprise suisse, basée à Rapperswil-Jona, spécialisée dans la fabrication d'isolants électriques et de plastiques. Au total, elle possède 30 sites à l'international et emploie environ 4 000 employés. Son chiffre d'affaires était de 733 millions de francs suisses en 2008.

## Activités
Le groupe Wicor est divisé en deux branches distinctes : Weidmann Electrical Technology pour l'isolation électrique, tout particulièrement pour les transformateurs de puissance, et Weidmann Plastics Technology pour la production de plastique pour l'automobile, les sanitaires, la production de capteurs ou la médecine.

## Historique
La firme est fondée en 1877 par Heinrich Weidmann. Il l'installe dans le moulin municipal de Rapperswill qu'il a repris. 
À côté de la fabrication d'isolation électrique à base cellulose sous forme plate ou en rouleau, il développe des plastiques pressés destinés eux aussi à l'industrie électrique principalement comme pour les disjoncteurs haute-tension.
En l'absence de successeur, l'entreprise est dirigée à la mort du fondateur en 1914 par d'anciens cadres et des citoyens de Rapperswill. La société se transforme alors en société par actions.
À cause de la Première Guerre mondiale, les marchés à l'exportation s'effondrent ; la société est alors au bord de la ruine.
Elle est reprise en 1923 par un consortium dirigé par Jean Tschudi–Klaesi, un entrepreneur possédant une société fabricant du carton spécial pour des applications non-électriques à Ennenda.
La restructuration de la société est opérée par le fils de ce dernier, Hans Tschudi-Faude, en 1925. Il positionne définitivement la H. Weidmann AG sur le segment des isolations et des plastiques.
En 1968, la société passe à Felix Tschudi-Hubacher, fils du précédent directeur. Il intègre l'ancienne fabrique familiale : la Tschudi & Cie. AG dans la H. Weidmann AG et internationalise l'entreprise.
En 1997, la fabrique de carton Tschudi & Cie. AG est revendue, les bâtiments sont alors transformés pour accueillir la production de composants automobiles. Depuis 2001, Franziska Tschudi dirige l'entreprise, c'est donc la 4e génération de la famille qui contrôle la société.